# Stefan Wojnar-Byczyński
Stefan Wojnar-Byczyński, ps. Stiopka (ur. 30 sierpnia 1899 w Maczkach, zm. 20 czerwca 1940 w Palmirach) – polski dziennikarz, legionista, działacz niepodległościowy i społeczny, polityk, poseł na Sejm II RP III i IV kadencji.

## Życiorys
Był synem Teofila i Karoliny z Dubielów. Ukończył Gimnazjum św. Anny w Krakowie, zdając w 1918 roku maturę, następnie Liceum Pracy Społecznej w Brukseli (w 1928 roku).
Od 22 października 1914 roku walczył w VI baonie I Brygady Legionów Polskich, następnie w 4 pułku piechoty. Został internowany w Szczypiornie. Należał do Polskiej Organizacji Wojskowej, był ranny w czasie obrony Lwowa. Wstąpił do Wojska Polskiego. Uczestniczył w III powstaniu śląskim. Został zdemobilizowany w 1922 roku, będąc inwalidą wojennym.
W latach 1923–1926 redagował „Głos Wolności”, 1926–1927 tygodnik „Republikanin”. W okresie międzywojennym pracował jako inspektor ubezpieczeń społecznych w Sosnowcu. Był prezesem Związku Peowiaków i członkiem zarządu okręgowego Związku Legionistów Polskich oraz wiceprezesem wojewódzkiego zarządu Federacji Polskich Związków Obrońców Ojczyzny, prezesem częstochowskiego oddziału Związku Strzeleckiego. Mieszkał w Kielcach. 
W 1930 roku został posłem na Sejm III kadencji (1930–1935). Należał do klubu BBWR. W 1935 roku został ponownie wybrany posłem na Sejm IV kadencji (1935–1938), tym razem 33 928 głosami z listy państwowej, z okręgu wyborczego nr 31 (powiaty: konecki i opoczyński).
Po wybuchu II wojny światowej działał w ZWZ. Został aresztowany przez Niemców, więziony na Pawiaku i rozstrzelany w Palmirach.

## Ordery i odznaczenia
- Krzyż Niepodległości (20 lipca 1932)[4]
- Krzyż Walecznych[1]
- Złoty Krzyż Zasługi (7 sierpnia 1939)[5]
- Srebrny Krzyż Zasługi (1 sierpnia 1930)[6]
- Krzyż na Śląskiej Wstędze Waleczności i Zasługi[1]
- Medal Pamiątkowy za Wojnę 1918–1921[1]